# Suzano Esporte Clube 2023-2024
Questa voce raccoglie le informazioni riguardanti il Suzano Esporte Clube nella stagione 2023-2024.

## Stagione
Il Suzano Esporte Clube utilizza la denominazione sponsorizzata Suzano Vôlei nella stagione 2023-24.
Partecipa per la seconda volta alla Superliga Série A, classificandosi al nono posto in regular season, mentre in Coppa del Brasile viene eliminato ai quarti di finale dal Sesi, ottenendo un settimo posto finale.
In ambito locale si spinge invece fino alla finale del Campionato Paulista, dove viene sconfitto dall'Índios Guarus.

## Organigramma societario
Area direttiva
- Presidente: Fernando de Oliveira

Area tecnica
- Allenatore: Fabiano Ribeiro (fino a dicembre), Gerson Amorim (da dicembre)
- Secondo allenatore: Gerson Amorim (fino a dicembre), Jaildo Santana (da dicembre)
- Assistente allenatore: Jaildo Santana (fino a dicembre), Marcus Oliveira (da dicembre)
- Preparatore atletico: Itamar Schumacher

Area sanitaria
- Fisioterapista: Mirena Gomes

## Rosa
| N° | Nome                | Ruolo | Data di nascita   | Nazionalità sportiva |
| -- | ------------------- | ----- | ----------------- | -------------------- |
| 1  | Ralwan de Castro    | O     | 4 gennaio 2003    | Brasile              |
| 2  | Yago Dutra          | S     | 4 marzo 1998      | Brasile              |
| 3  | Vitor Baesso        | S     | 28 marzo 1998     | Brasile              |
| 5  | David Figueiredo    | C     | 18 luglio 1998    | Brasile              |
| 6  | Rodrigo Leme        | P     | 9 aprile 1980     | Brasile              |
| 7  | Hiago Bernardes     | S     | 8 giugno 2001     | Brasile              |
| 5  | Guilherme Sabino    | O     | 18 marzo 2002     | Brasile              |
| 9  | Daniel de Oliveira  | S     | 21 agosto 1997    | Brasile              |
| 10 | Gian de Moraes      | L     | 30 novembre 1988  | Brasile              |
| 11 | Judson da Cunha     | C     | 5 dicembre 1998   | Brasile              |
| 12 | Gabriel Bieler      | P     | 15 ottobre 2002   | Brasile              |
| 13 | Taichi Hangai       | L     | 28 agosto 1998    | Brasile              |
| 14 | Matheus Pedrosa     | C     | 13 dicembre 2002  | Brasile              |
| 15 | Riad Garcia         | C     | 2 ottobre 1981    | Brasile              |
| 16 | Lucas Fonseca       | C     | 19 giugno 1998    | Brasile              |
| 17 | Gabriel Ostapechen  | S     | 10 gennaio 2003   | Brasile              |
| 18 | Jonadabe dos Santos | O     | 27 settembre 1986 | Brasile              |
| 21 | Luis da Silva       | P     | 3 agosto 1998     | Brasile              |
| 22 | Matheus Bento       | P     | 16 luglio 2004    | Brasile              |

## Mercato
| Acquisti | Acquisti           | Acquisti        | Acquisti   |
| R.       | Nome               | da              | Modalità   |
| -------- | ------------------ | --------------- | ---------- |
| S        | Vitor Baesso       | APAN            | definitivo |
| P        | Matheus Bento      | Sesi            | definitivo |
| P        | Gabriel Bieler     | Amigos do Vôlei | definitivo |
| L        | Gian de Moraes     | AEESB           | definitivo |
| S        | Yago Dutra         | Cambrai         | definitivo |
| C        | David Figueiredo   | UPIS            | definitivo |
| C        | Lucas Fonseca      | BVC             | definitivo |
| P        | Rodrigo Leme       | APAN            | definitivo |
| S        | Gabriel Ostapechen | ABCD            | definitivo |
| C        | Matheus Pedrosa    | Vôlei Pró       | definitivo |

| Cessioni | Cessioni          | Cessioni      | Cessioni   |
| R.       | Nome              | a             | Modalità   |
| -------- | ----------------- | ------------- | ---------- |
| P        | José Anselmo      | ?             | definitivo |
| C        | Bruno Biella      | Näfels        | definitivo |
| O        | Angellus da Silva | AEESB         | definitivo |
| L        | Diego dos Santos  | AEESB         | definitivo |
| S        | Matheus Celestino | Índios Guarus | definitivo |
| L        | Alberto Mendes    | -             | ritirato   |
| P        | Gustavo Nogueira  | ABCD          | definitivo |

## Risultati

### Superliga Série A

#### Girone di andata
| 1ª giornata - 12 novembre 2023 Arena Suzano, Suzano                            | Suzano            | 3 - 2 | Índios Guarus     | 25-21, 22-25, 23-25, 25-18, 15-13 |
| 2ª giornata - 21 novembre 2023 Arena Juscelino Kubitschek, Belo Horizonte      | Minas             | 3 - 0 | Suzano            | 25-22, 25-23, 25-18               |
| 3ª giornata - 24 novembre 2023 Arena Suzano, Suzano                            | Suzano            | 0 - 3 | Sesi              | 19-25, 19-25, 21-25               |
| 4ª giornata - 27 novembre 2023 Ginásio do Taquaral, Campinas                   | BVC               | 1 - 3 | Suzano            | 25-21, 21-25, 23-25, 21-25        |
| 5ª giornata - 4 dicembre 2023 Arena Suzano, Suzano                             | Suzano            | 0 - 3 | ABCD              | 28-30, 16-25, 14-25               |
| 6ª giornata - 12 dicembre 2023 Ginásio Poliesportivo Raul Belém, Uberlândia    | Academia do Vôlei | 0 - 3 | Suzano            | 23-25, 20-25, 16-25               |
| 7ª giornata - 17 dicembre 2023 Farma Conde Arena, São José dos Campos          | Amigos do Vôlei   | 3 - 1 | Suzano            | 25-20, 25-19, 21-25, 26-24        |
| 8ª giornata - 23 dicembre 2023 Arena Suzano, Suzano                            | Suzano            | 2 - 3 | APAN              | 25-16, 25-19, 24-26, 19-25, 12-15 |
| 9ª giornata - 7 gennaio 2024 Arena Suzano, Suzano                              | Suzano            | 2 - 3 | Sada              | 25-18, 23-25, 29-27, 21-25, 9-15  |
| 10ª giornata - 12 gennaio 2024 Arena Suzano, Suzano                            | Suzano            | 3 - 1 | Norte Catarinense | 25-20, 17-25, 25-20, 25-23        |
| 11ª giornata - 17 gennaio 2024 Ginásio Municipal Tancredo Neves, Montes Claros | AEESB             | 0 - 3 | Suzano            | 22-25, 20-25, 20-25               |

#### Girone di ritorno
| 12ª giornata - 21 gennaio 2024 Ginásio Ponte Grande, Guarulhos         | Índios Guarus     | 3 - 2 | Suzano            | 25-20, 23-25, 18-25, 25-21, 22-20 |
| 13ª giornata - 31 gennaio 2024 Arena Suzano, Suzano                    | Suzano            | 1 - 3 | Minas             | 29-31, 25-19, 25-27, 22-25        |
| 14ª giornata - 4 febbraio 2024 Ginásio Paulo Skaf, Bauru               | Sesi              | 3 - 0 | Suzano            | 25-20, 25-21, 25-12               |
| 15ª giornata - 9 febbraio 2024 Arena Suzano, Suzano                    | Suzano            | 3 - 0 | BVC               | 27-25, 25-23, 26-24               |
| 16ª giornata - 20 febbraio 2024 Ginásio General Mário Brum, Uberlândia | ABCD              | 3 - 1 | Suzano            | 22-25, 25-19, 25-23, 29-27        |
| 17ª giornata - 24 febbraio 2024 Arena Suzano, Suzano                   | Suzano            | 2 - 3 | Academia do Vôlei | 19-25, 25-14, 17-25, 25-20, 12-15 |
| 18ª giornata - 1º marzo 2024 Arena Suzano, Suzano                      | Suzano            | 3 - 0 | Amigos do Vôlei   | 25-23, 27-25, 25-18               |
| 19ª giornata - 6 marzo 2024 Ginásio Sebastião Cruz, Blumenau           | APAN              | 3 - 1 | Suzano            | 29-31, 25-19, 25-18, 25-21        |
| 20ª giornata - 16 marzo 2024 Ginásio do Riacho, Belo Horizonte         | Sada              | 3 - 2 | Suzano            | 25-20, 24-26, 23-25, 25-15, 15-11 |
| 21ª giornata - 22 marzo 2024 Centreventos Cau Hansen, Joinville        | Norte Catarinense | 3 - 0 | Suzano            | 25-23, 25-13, 25-21               |
| 22ª giornata - 27 marzo 2024 Arena Suzano, Suzano                      | Suzano            | 3 - 1 | AEESB             | 25-20, 28-30, 25-19, 25-19        |

### Coppa del Brasile
| Quarti di finale - 24 gennaio 2024 Ginásio Paulo Skaf, Bauru | Sesi | 3 - 0 | Suzano | 30-28, 30-28, 25-21 |

## Statistiche

### Statistiche di squadra
| Competizione      | Punti | In casa | In casa | In casa | In trasferta | In trasferta | In trasferta | Totale | Totale | Totale |
| Competizione      | Punti | G       | V       | P       | G            | V            | P            | G      | V      | P      |
| ----------------- | ----- | ------- | ------- | ------- | ------------ | ------------ | ------------ | ------ | ------ | ------ |
| Superliga Série A | 28    | 11      | 5       | 6       | 11           | 3            | 8            | 22     | 8      | 14     |
| Coppa del Brasile | -     | 0       | 0       | 0       | 1            | 0            | 1            | 1      | 0      | 1      |
| Totale            | -     | 11      | 5       | 6       | 12           | 3            | 9            | 23     | 8      | 15     |

### Statistiche dei giocatori
| Giocatore      | Superliga Série A | Superliga Série A | Superliga Série A | Superliga Série A | Superliga Série A |
| Giocatore      | P                 | PT                | AV                | MV                | BV                |
| -------------- | ----------------- | ----------------- | ----------------- | ----------------- | ----------------- |
| V. Baesso      | 20                | 129               | 117               | 8                 | 4                 |
| M. Bento       | 0                 | 0                 | 0                 | 0                 | 0                 |
| H. Bernardes   | 20                | 32                | 28                | 3                 | 1                 |
| G. Bieler      | 22                | 5                 | 3                 | 0                 | 2                 |
| J. da Cunha    | 22                | 239               | 154               | 62                | 23                |
| L. da Silva    | 7                 | 0                 | 0                 | 0                 | 0                 |
| R. de Castro   | 3                 | 3                 | 1                 | 2                 | 0                 |
| G. de Moraes   | 22                | 0                 | 0                 | 0                 | 0                 |
| D. de Oliveira | 11                | 128               | 118               | 6                 | 4                 |
| J. dos Santos  | 19                | 51                | 41                | 7                 | 3                 |
| Y. Dutra       | 22                | 211               | 179               | 25                | 7                 |
| D. Figueiredo  | 2                 | 0                 | 0                 | 0                 | 0                 |
| L. Fonseca     | 17                | 44                | 27                | 14                | 3                 |
| R. Garcia      | 20                | 111               | 73                | 29                | 9                 |
| T. Hangai      | 11                | 0                 | 0                 | 0                 | 0                 |
| R. Leme        | 16                | 30                | 23                | 4                 | 3                 |
| G. Ostapechen  | 3                 | 15                | 13                | 1                 | 1                 |
| M. Pedrosa     | 2                 | 0                 | 0                 | 0                 | 0                 |
| G. Sabino      | 22                | 332               | 308               | 14                | 10                |

P = presenze; PT = punti totali; AV = attacchi vincenti; MV = muri vincenti; BV = battute vincenti

NB: Non sono disponibili i dati relativi alla Coppa del Brasile e, di conseguenza, quelli totali.